# Řád národního hrdiny (Svatý Kryštof a Nevis)
Řád národního hrdiny (anglicky Order of the National Hero) je nejvyšší státní vyznamenání Svatého Kryštofa a Nevisu. Založeno bylo roku 1998. Příjemci řádu mohou používat oslovení The Right Excellent.

## Den národních hrdinů
Dne 16. září se v zemi slaví Den národních hrdinů. Tento den je památkou na národní hrdiny a tehdy jsou předávána i nová vyznamenání. Svátek byl ustanoven v roce 1996 zákonem National Honours Act. Poprvé se svátek slavil 16. září 1998 na počest Roberta Llewellyna Bradshawa.

## Nositelé
- 1998: Robert Llewellyn Bradshaw, premiér Svatého Kryštofa a Nevisu[4]
- 2004: Paul Southwell, předseda vlády Svatého Kryštofa a Nevisu
- 2004: Joseph Nathaniel France, politik a předseda odborů[4]
- 2013: Simeon Daniel, předseda vlády Nevisu[5]
- 2015: Kennedy Simmonds, předseda vlády Svatého Kryštofa a Nevisu, stal se prvním člověkem, který toto vyznamenání obdržel ještě za svého života[6]